# 도미오카정
도미오카정(일본어: 富岡町 도미오카마치[*])은 일본 후쿠시마현 후타바군의 정이다.
2011년에 발생한 후쿠시마 제1 원자력 발전소 사고의 영향으로 동년 3월 17일 이후 임시 정사무소를 고리야마시에 있는 빅 팔레트 후쿠시마에 설치했다. 같은 해 12월 19일 이후 고리야마시 오쓰키정 니시노미야에 도미오카정사무소 고리야마 사무소를 개설해 정사무소 기능을 이전했다. 2017년 4월 1일부터 북동부 귀환곤란구역을 제외하고 대피지시구역에서 해제되었으며 이에 앞서 같은 해 3월 6일부터 본청사에서 정사무소 업무 일부를 재개했다.

## 역사
- 1889년 4월 1일 - 정촌제 시행으로 나라하군 도미오카촌, 가미오카촌이 성립하였다.
- 1896년 4월 1일 - 나라하군이 시네하군과 합병해 후타바군이 되었다.
- 1900년 3월 1일 - 도미오카촌이 정으로 승격해 도미오카정이 되었다.
- 1950년 6월 1일 - 가미오카촌이 정으로 승격해 후타바정이 되었다.
- 1955년 3월 31일 - 도미오카정과 후타바정 등 2개 정이 합병하여 도미오카정이 신설되었다.
- 2011년 3월 12일 - 후쿠시마 제1 원자력 발전소 사고로 대피 지역에 포함되었다.
- 2017년 4월 1일 - 후쿠시마 제1 원자력 발전소 사고에 의한 대피 지시가 북동부의 귀환 곤란 구역을 제외하고 해제되어 주민의 귀환이 인정되었다.

## 인구
| 연도 | 인구   | ±%     |
| ---- | ------ | ------ |
| 1920 | 8,290  | —      |
| 1930 | 8,141  | −1.8%  |
| 1940 | 8,629  | +6.0%  |
| 1950 | 12,913 | +49.6% |
| 1960 | 12,597 | −2.4%  |
| 1970 | 11,614 | −7.8%  |
| 1980 | 14,941 | +28.6% |
| 1990 | 15,861 | +6.2%  |
| 2000 | 16,173 | +2.0%  |
| 2010 | 15,996 | −1.1%  |

## 교통

### 철도
- 동일본 여객철도 조반선

### 도로
- 조반 자동차도
- 국도 6호선

## 자매 도시
- 뉴질랜드 오클랜드
- 중화인민공화국 저장성 하이옌현